# Johann Friedrich August Tischbein
Johann Friedrich August Tischbein, dit Leipziger-Tischbein, né à Maastricht le 9 mars 1750 et mort à Heidelberg le 21 juin 1812, est un peintre allemand.
Il fait partie de l'importante dynastie des Tischbein (de) et fut élève de Jean-Georges Wille.
Le Musée des beaux-arts de Bordeaux conserve de lui un Portrait de la Princesse Louise Wilhelmine d'Orange-Nassau, signé et daté 1788, acquis par le musée en 1970 de la Galerie Cailleux à Paris qui l'avait sans doute acheté aux enchères au Palais Galliera le 25 juin 1968, n° 55 du catalogue.